# Dolenjske Toplice
Dolenjske Toplice so naselje z okoli 900 prebivalci in središče občine Dolenjske Toplice.
Dolenjske Toplice ležijo na zahodnem obrobju Novomeške kotline ob potoku Sušica in križišču lokalnih cest iz Novega mesta, Soteske in Podturna. Staro jedro naselja je ob barokizirani cerkvi sv. Ane iz 1648, ki ima v prezbiteriju še ohranjena gotska okna. Ob južni strani cerkve je ohranjen ostanek nekdanjega taborskega obzidja s strelnimi linami.
Na griču Cvinger (263 mnm) zahodno od naselja je bila prazgodovinska utrjena naselbina, ki je doživela razcvet v 5. in 4. stoletju pr. n. št.; izkopali so bogato bojevniško opremo, pasne sponke, uhane, keramiko. Danes so še vidni dobro ohranjeni obrambni nasipi. Cvinger je bila postojanka na stičišču poti iz doline Krke v Belo krajino.
K naselju spada tudi predel Topliška vas in Kamp Polje.